# Ryan Harrison

Ryan Harrison (Shreveport, 7 de maio de 1992) é um tenista profissional norte-americano que no início da carreira era tido como uma grande esperança norte-americana. Aos 15 anos, ganhou sua primeira partida de ATP. Já aos 19, era top 100 mundial e, uma temporada depois, entrou para o top 50.
Como profissional, seu melhor ranking é a 43ª colocação da ATP e em fevereiro de 2017, então com 24 anos, conseguiu conquistar seu primeiro troféu de nível ATP em simples, ao faturar a final de Memphis, nos EUA, sobre o georgiano Nikoloz Basilashvili, por 6/1 e 6/4. Já nas duplas, conquistou seu primeiro título de ATP no torneio de Newport, EUA, em 2011.